# دیوید گرنگر
دیوید گرنگر (انگلیسی: David A. Granger؛ زادهٔ ۱۵ ژوئیهٔ ۱۹۴۵) یک سیاست‌مدار اهل گویان است.